# Dasuq
Dasuq (in arabo دسوق‎?, Dasūq) è una città egiziana situata nel Governatorato di Kafr el-Sheikh, a 85 km a sud est di Alessandria, nella parte settentrionale dell'Egitto.